# Las Cuevas (Málaga)
Las Cuevas es un pequeño barrio perteneciente al distrito Este de la ciudad andaluza de Málaga, España. Según la delimitación oficial del ayuntamiento, limita al norte y al este con el barrio de Miraflores del Palo y al sur y al oeste, con el barrio de El Palo.

## Transporte
En autobús está concectado al resto de la ciudad mediante las siguientes líneas de la EMT:
| Línea | Trayecto           | Recorrido | Frecuencia |
| ----- | ------------------ | --------- | ---------- |
| 29    | Jarazmín - El Palo | Recorrido | 60 minutos |